# Sitobion
Genre
Sotobion est un genre d'insectes de l'ordre des hémiptères (les hémiptères sont caractérisés par leurs deux paires d'ailes dont l'une, en partie cornée, est transformée en hémiélytre).

## Liste des espèces
- Sitobion avenae (Fabricius, 1794) - puceron des épis de céréales
- Sitobion ibarae (Matsumura, 1917)
- Sitobion luteum (Buckton, 1876)
- Sitobion miscanthi (Takahashi, 1921)